# Neuropeltis pseudovelutina
Espèce
Neuropeltis pseudovelutina Lejoly est une espèce de plantes de la famille des Convolvulaceae et du genre Neuropeltis, endémique du Cameroun.

## Description
C'est une liane.

## Distribution
Relativement rare, endémique, elle a été observée au Cameroun sur un site dans la région de l'Est (près de Doumé) et deux sites dans la Région du Sud (sur la route reliant Ebolowa à Minkok et dans l'enceinte du parc national de Campo-Ma'an).
L'holotype a été récolté par Franciscus Jozef Breteler en 1961 à 8 km au nord-est de Yaoundé, près de Bertoua.